# Sivas Dört Eylül Belediye Spor Kulübü (pallavolo)
Il Sivas Dört Eylül Belediye Spor Kulübü fu una società pallavolistica turca, con sede a Sivas: faceva parte della società polisportiva omonima, oggi rinominata Sivas Belediye Spor Kulübü.

## Storia
La squadra di pallavolo maschile del Sivas Dört Eylül Belediye Spor Kulübü viene fondata nel 2009, quando l'omonima polisportiva acquista i diritti di partecipazione alla Voleybol 2. Ligi dei concittadini in difficoltà economiche del Sivas Sağlık. 
Nella stagione 2009-10 conquista il primo posto nel proprio girone in regular season, ma esce di scena nelle semifinali dei play-off promozione, rimandando l'accesso in Voleybol 1. Ligi alla stagione seguente, in cui, dopo il secondo posto durante la regular season, chiude i play-off in prima posizione, vincendo il campionato.
Nel campionato 2011-12 esordisce in massima divisione, piazzandosi al settimo posto, valido per la partecipazione ai play-off scudetto, dove viene eliminato ai quarti di finale; in coppa nazionale invece raggiunge gli ottavi di finale. Nel campionato seguente ci classifica all'undicesimo posto, retrocedendo in serie cadetta, mentre in Coppa di Turchia si spinge fino ai quarti di finale.
Sfiora il ritorno in massima serie già nella stagione 2013-14, classificandosi terzo nella finale dei play-off promozione; al termine dell'annata il club riceve un invito da parte della TVF a rientrare in massima divisione come ripescato, prendendo il posto del rinunciatario Konak, ma lo declina, essendo in difficoltà economiche. Nella stagione successiva, invece, termina la stagione regolare all'undicesima e penultima posizione, retrocedendo in Voleybol 3. Ligi. 
Nel corso dell'estate 2015 la squadra di pallavolo cessa di esistere, mentre la polisportiva e le sue sezioni tornano a sfoggiare il nome di Sivas Belediye Spor Kulübü, già utilizzato tra il 1995 e il 2009, cambiando anche i colori sociali dal rosso e blu al bianco e verde.